# 帯取返

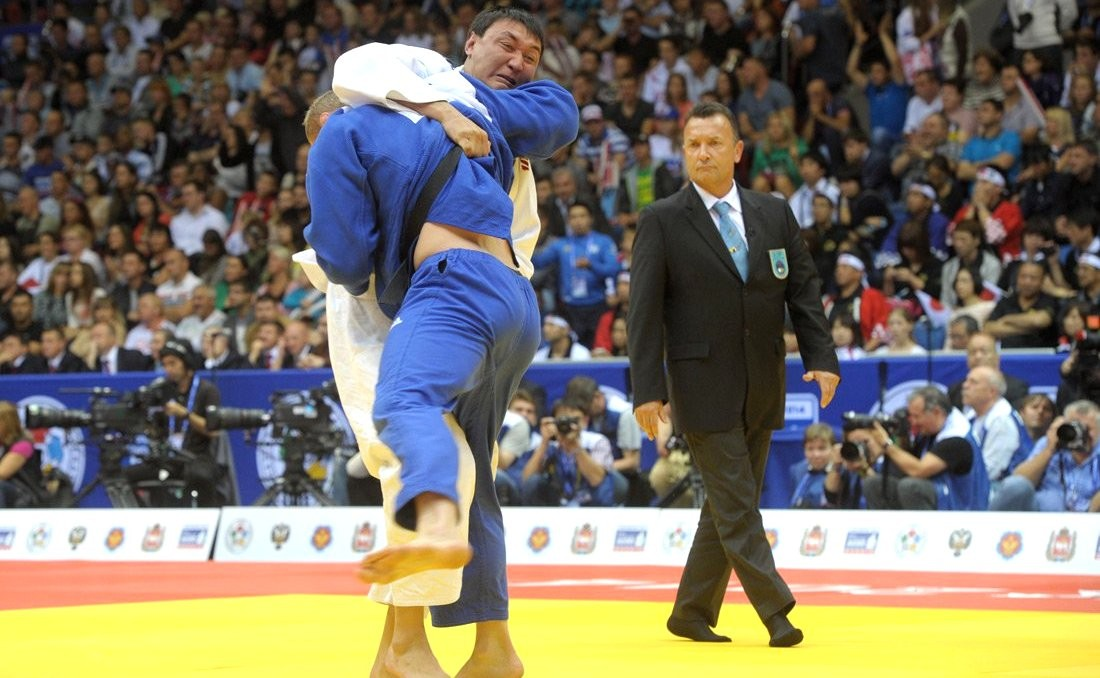
帯取返を試みる2014年世界柔道選手権大会での白

帯取返（おびとりがえし）は柔道の投技のひとつで、手技に分類される。国際柔道連盟 (IJF) と講道館での正式名。IJF略号OTG。旧称通称ハバレリ。

## 概要
相手の肩越しから釣手で帯もしくは背部深くを掴み、もう一方の引き手で相手の下穿きか腋を掴みながら自らの体を後方に反らした勢いで相手を側面に投げ落とす技で、掬投の一種手車によく似た技である。
モスクワオリンピック78 kg級金メダリストのハバレーリが盛んに使っていたために有名になり、いつしか「ハバレリ」と呼ばれるようになった。ジョージアの格闘技であるチダオバで使われているガダブレバ（横崩し）という技を、柔道のルールに合うように改良したのがこの技だという。そののち、真捨身技引込返の帯を持った変化技の俗称「帯取返」を援用し、それがIJF正式名となった。国際ルールでは2013年から相手の下穿きや脚を掴む帯取返はできなくなった。
相手の腋や下穿きや脚を掴まず、相手の後帯を持ち、自らの脚で相手を蹴り上げない手技を帯取返に分類することもある。

## 分類と名称
かつては正式名称のない技で、ジョージアのショータ・ハバレーリの得意技として「ハバレリ」と通称されていた。世界柔道選手権大会で公式記録に「ハバレリ」として記載されたこともある。1995年9月、千葉市での国際柔道連盟 (IJF) 総会でIJF教育委員会（佐藤宣践委員長）で検討してきたIJF技名称を制定。捨身技の「帯取返」とした。
1997年4月、パリで開催されたIJF教育委員会でさらなる検討と講道館からの指導を受けて捨身技から手技に変更。帯取返は講道館では浮落と掬投に分類されていたが、2017年4月、講道館技名称に手技「帯取返」として加えられた。
この帯取返には含まれないが「帯取返」と呼ばれている技はいくつかある。帯を持った引込返も帯取返とも言われる。これは手技ではなく真捨身技である。当記事の帯取返はこの技の俗称「帯取返」を援用したものである。倒れた相手をそのまま抑込技に持ち込む帯取返も開発され、根﨑裕子がこのパターンを得意とし、よく袈裟固につなぐために使っていたものも「帯取返」とも言われる。スイープにも浅野返や縦返など「帯取返」と言われるものがある。